# Mellomsjön (Edsvära socken, Västergötland)
Mellomsjön är en sjö i Vara kommun i Västergötland och ingår i Göta älvs huvudavrinningsområde. Mellomsjön ligger på Storemossen. I väster ligger Odensbergssjön och i öster ligger Svartekorpen och Hallasjön.